# Heinrich Rindfleisch
Heinrich Friedrich Rindfleisch (né le 3 mars 1916 à Strasbourg; mort en 14 janvier 1969 à Essen) était un médecin allemand officier SS.

## Biographie
Après la Première Guerre mondiale la famille déménage à Berlin après que selon les termes du traité de Versailles l'Alsace soit redevenue française. Rindfleisch commença des études de médecine en 1935 à l'université Humboldt de Berlin et passa l'examen d'État en 1941. Il a intégré la SS en 1938 puis a été ensuite médecin dans les camps de concentration de  Gross-Rosen, Ravensbrück et Sachsenhausen. À partir du 1er mars 1943 il a été médecin au camp d'extermination de Majdanek. C'est là qu'il a entrepris des expérimentations humaines qui ont entraîné la mort de nombreuses victimes. En janvier 1945 il a rejoint le 16e Panzergrenadier Division SS Reichsführer-SS.
Après la Seconde Guerre mondiale il a été recherché pour meurtres par la France, la Pologne et la Belgique. Il a cependant pu poursuivre sa carrière médicale sans interruption : il a travaillé à l'antenne chirurgicale d'un hôpital de Berlin puis dans la Ruhr, où il a exercé jusqu'à sa mort comme médecin chef du département de chirurgie à l'hôpital Johanniter de Rheinhausen. Le procès de Majdanek qui s'est tenu après sa mort l'a cependant considéré comme un acteur important de l'extermination.